# Mycomya altaica
Mycomya altaica är en tvåvingeart som beskrevs av Vaisanen 1984. Mycomya altaica ingår i släktet Mycomya och familjen svampmyggor. Inga underarter finns listade i Catalogue of Life.